# Bartholomäus Metlinger

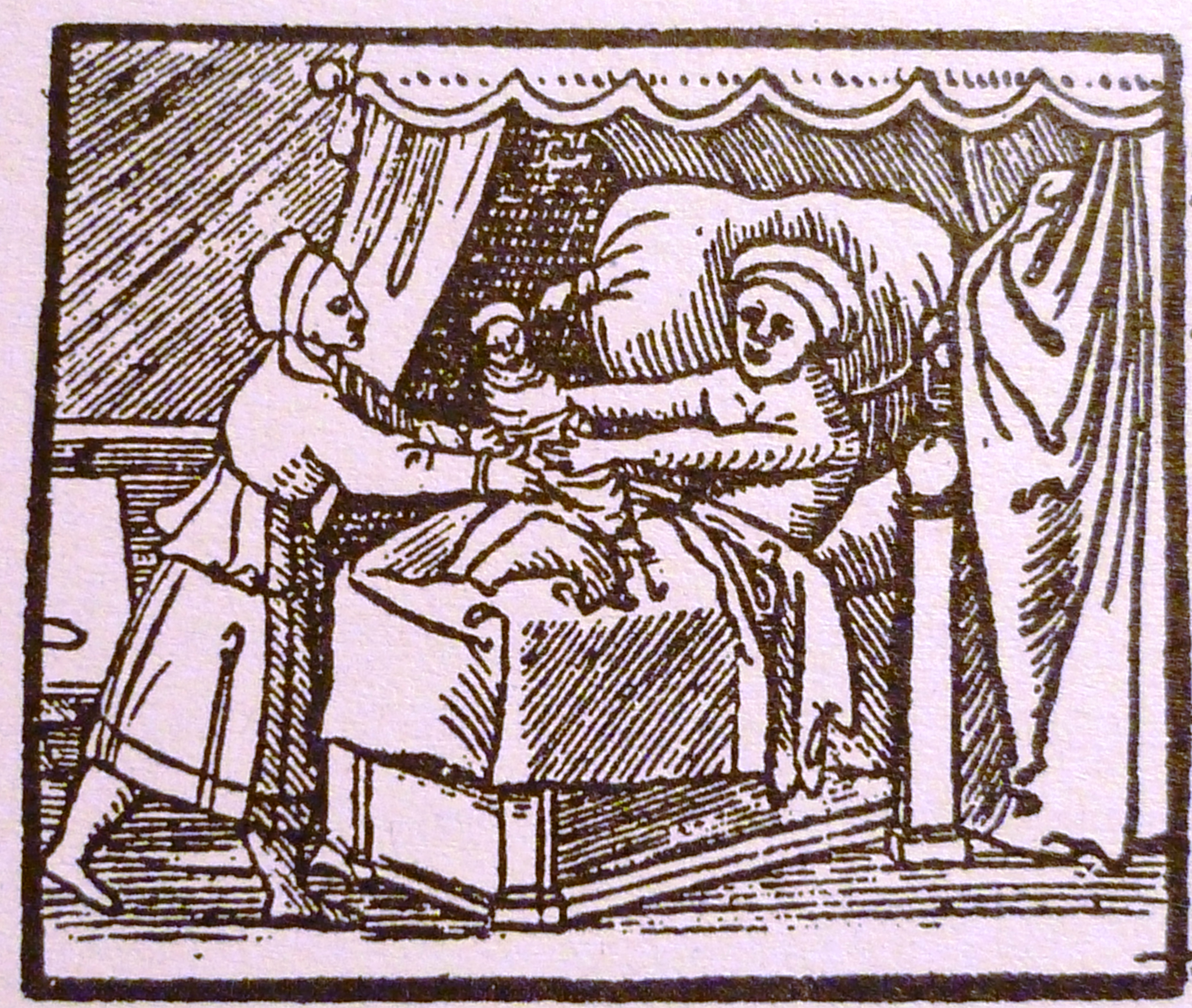
Página inicial do livro Regiment der Jungen Kinder de Bartholomäus Metlinger.

Bartholomäus Metlinger (nascido em Augsburg - morreu por volta de 1491) foi um médico alemão do final da Idade Média .
Bartholomäus Metlinger se formou em 1470 na Universidade de Bolonha . Ele foi médico da cidade em Nördlingen de 1476 a 1483, sendo que provavelmente sucedeu seu falecido pai Peter Metlinger.
Seu trabalho mais famoso, Kinderbüchlein ("Pequeno Livro sobre Crianças"), foi publicado em 7 de dezembro de 1473, sendo renomeado em edições posteriores como Ein Regiment der jungen Kinder (Um Guia sobre Crianças Pequenas). Foi o primeiro trabalho em pediatria em língua alemã. Nele, Metlinger lida com o cuidado de bebês e crianças pequenas de até sete anos. O livro descreve várias doenças infantis e seus tratamentos, além de fornecer orientações educacionais. Ele também contém uma das primeiras definições escritas conhecidas de uma chupeta .